# José Manuel Rendón
José Manuel Rendón Camacho (Cochabamba, Bolivia; 6 de junio de 1826 - Iquique, Chile; 31 de agosto de 1908) fue un militar y político boliviano. Participó como candidato en las elecciones de 1872 y en las elecciones de 1873 pero ambas sin éxito.

## Biografía
Nació en la ciudad de Cochabamba. Su padre fue el coronel de ejército Manuel Rendón y María de las Mercedes Camacho. Su familia se trasladó a vivir a la ciudad de Lima en Perú donde vivió durante su niñez y adolescencia. En 1843 regresó a Bolivia e ingresó a la Escuela Militar.
Durante su vida militar, Rendón participó en varios levantamientos militares contra diferentes gobiernos, lo que le valió ser desterrado del país. Después de la caída de Melgarejo, Rendón se desempeñó en el cargo de diputado en 1871.